# Big Thompson Canyon

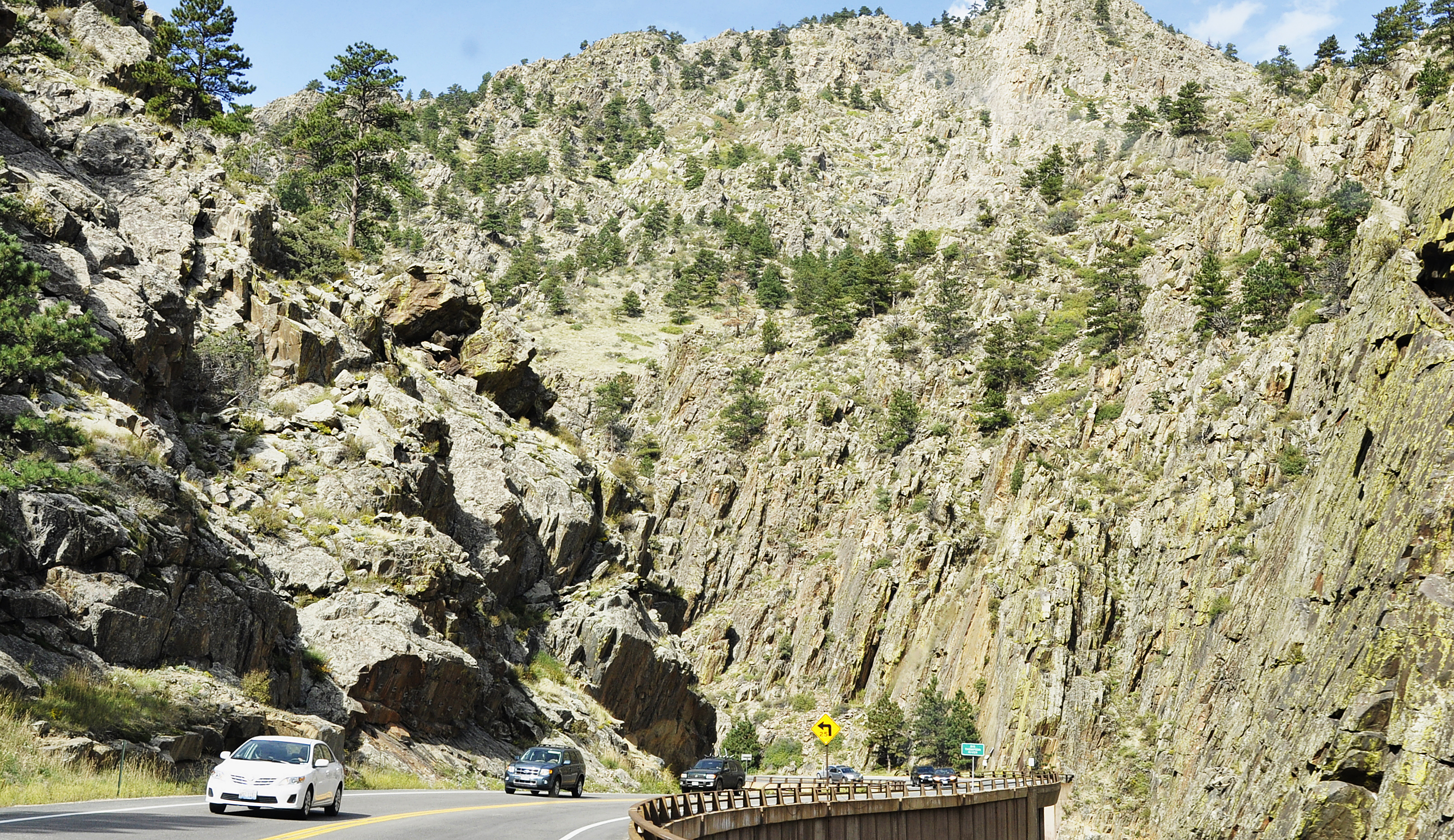
Big Thompson Canyon

Big Thompson Canyon is een 40 km lange canyon ten oosten van Estes Park in de Amerikaanse staat Colorado. De Big Thompson River loopt door deze canyon heen. Deze rivier erodeerde de kloof en zorgde voor een niveauverschil van 800 m tussen zijn begin- en eindpunt.

## De overstroming van 1976
Op 31 juli 1976, tijdens de viering van het honderdjarig bestaan van de staat, was de Big Thompson Canyon de scène van enorme verwoesting. Een onweer dat bleef hangen boven het hoogst gelegen deel van de canyon zorgde voor 300 mm regenval in vier uur tijd. Op het lager gelegen gedeelte viel er veel minder neerslag. Rond 21 u raasde een 6 m hoge watermuur door de canyon naar beneden. 143 mensen kwamen om waarbij er 5 nooit werden teruggevonden. 400 auto's, 418 huizen en 52 handelszaken werden verwoest, samen met het grootste gedeelte van U.S. Route 34.